# Hillerstorp
Hillerstorp is een plaats in de gemeente Gnosjö in het landschap Småland en de provincie Jönköpings län in Zweden. De plaats heeft 1806 inwoners (2005) en een oppervlakte van 194 hectare.

## Verkeer en vervoer
Bij de plaats lopen de Länsväg 151 en Länsväg 152.
De plaats had een station aan de nog bestaande spoorlijn Göteborg - Kalmar / Karlskrona.

## Geboren
- Patrik Ingelsten (1982), voetballer